# Gothem Suderbys
Gothem Suderbys är ett naturreservat i Gothems socken i Region Gotland på Gotland.
Området är naturskyddat sedan 2007 och är 28 hektar stort. Reservatet består av barrskogsområde dominerat av tall. 